# Świnicka Przełęcz
Die Świnicka Przełęcz (deutsch Swinicajoch oder Seealmjoch) ist ein Gebirgspass im Süden der polnischen Woiwodschaft Kleinpolen in der Hohen Tatra. Der Pass befindet sich in der Gemeinde Zakopane auf dem Hauptkamm der Tatra und verbindet das Tal Dolina Gąsienicowa mit dem Tal Dolina Walentynkowa. Der Pass ist 2051 m ü.N.N. hoch und grenzt an die Gipfel Pośrednia Turnia sowie Świnica. 

## Tourismus
▬  Über den Pass führt ein rot markierter Wanderweg entlang des Hauptkamms der Tatra vom Tal Dolina Kościeliska bis auf den Höhenweg Orla Perć. 
▬  Auf den Pass führt ein schwarz markierter Wanderweg von der Berghütte Schronisko PTTK Murowaniec im Tal Dolina Gąsienicowa und Roztoka Stawiańska. 

## Erstbesteigung
Er wurde bereits von den Hirten in der frühen Neuzeit aufgesucht. Es ist nicht bekannt, wer der Erstbesteiger war.